# 希爾斯代爾 (新澤西州)
希爾斯代爾（英語：Hillsdale）是位於美國新澤西州伯根縣的自治市鎮。

## 人口
根據2020年美國人口普查的數據，希爾斯代爾的面積為7.61平方千米，當中陸地面積為7.52平方千米，而水域面積為0.09平方千米。當地共有人口10143人，而人口密度為每平方千米1,333人。